# (1318) Nerina
(1318) Nerina est un astéroïde de la ceinture principale découvert le 24 mars 1934 par l'astronome sud-africain Cyril V. Jackson. Il tire son nom du genre de plantes à fleurs nerine de la famille des liliacées.

## Historique
Le lieu de découverte, par l'astronome sud-africain Cyril V. Jackson, est Johannesburg (UO).
Sa désignation provisoire, lors de sa découverte le 24 mars 1934, était 1934 FG.